# Sauveterre-de-Guyenne
Sauveterre-de-Guyenne is een gemeente in het Franse departement Gironde (regio Nouvelle-Aquitaine). De plaats maakt deel uit van het arrondissement Langon. Sauveterre-de-Guyenne telde op 1 januari 2022 1.874 inwoners.

## Geografie
De oppervlakte van Sauveterre-de-Guyenne bedroeg op 1 januari 2022 31,75 vierkante kilometer; de bevolkingsdichtheid was toen 59 inwoners per km².

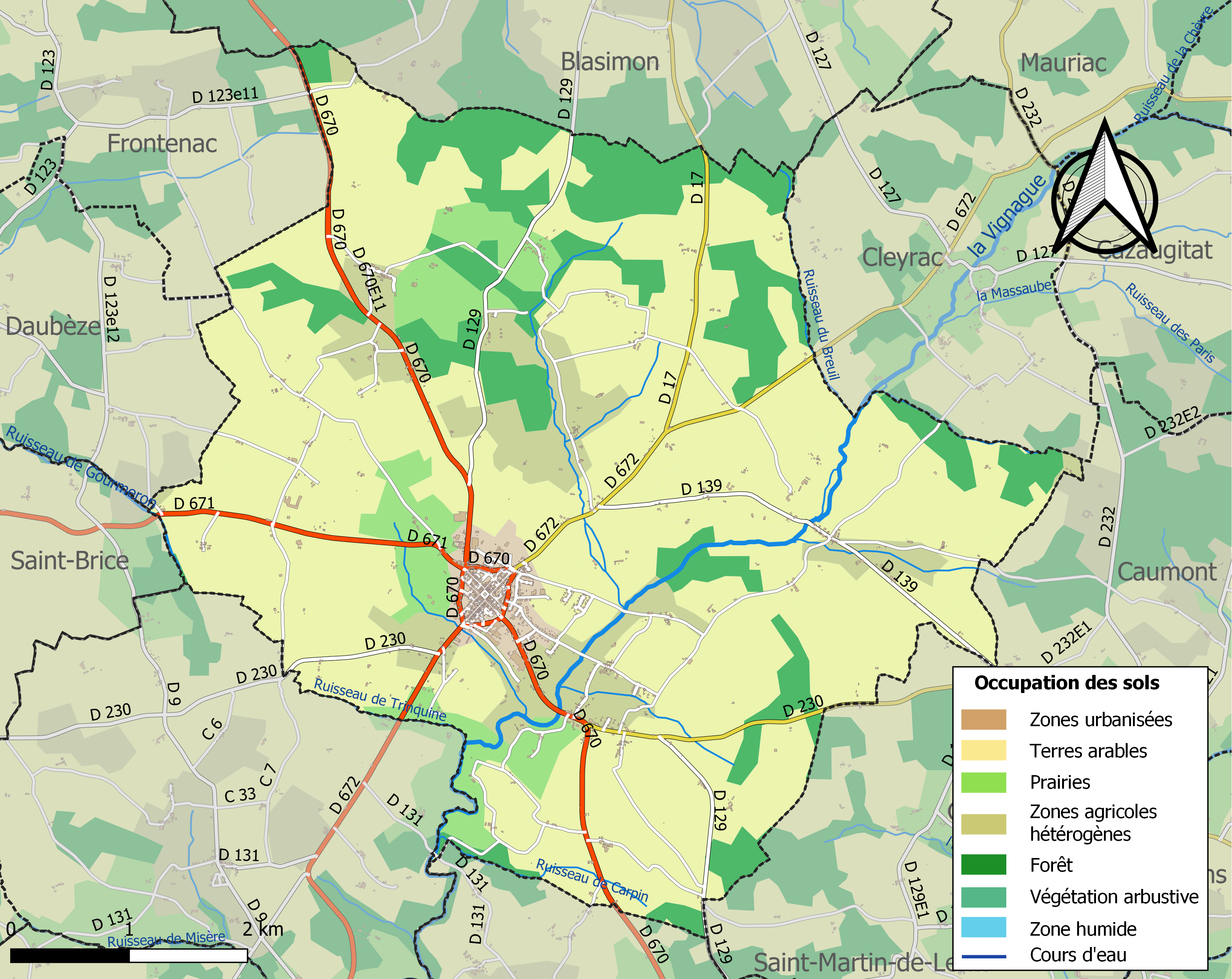
Kaart van de gemeente met belangrijkste infrastructuur, bodemgebruik en omliggende gemeenten

## Demografie
Onderstaande figuur toont het verloop van het inwonertal (bron: INSEE-tellingen).